# ستيف فولسوم
ستيف فولسوم (بالإنجليزية: Steve Folsom)‏ هو لاعب كرة قدم أمريكية أمريكي، ولد في 21 مارس 1958 في لوس أنجلوس في الولايات المتحدة.

## وصلات خارجية
- ستيف فولسوم على موقع كلية كرة السلة في سبورتس رفرنس.كوم (الإنجليزية)
- ستيف فولسوم على موقع مرجع كرة القدم المحترفة.كوم (الإنجليزية)